# Пьер Лоти
Пьер Лоти (фр. Pierre Loti), настоящее имя Луи Мари-Жюльен Вио (Louis Marie-Julien Viaud, 1850—1923) — французский офицер флота и писатель, известный колониальными романами из жизни экзотических стран.

## Биография
Жюльен Вио родился 14 января 1850 года в Рошфоре на атлантическом побережье Франции, в протестантском семействе. Первоначальное образование получил на родине, в 17 лет поступил в военно-морское училище в Бресте, далее судьба его оказалась связана с военным флотом. В «Жизни Арсеньева» Иван Бунин напоминает о том «волнующем и чудодейственном», что заключалось для юного Жюльена в слове «колонии»:
У моей маленькой Антуанетты было множество вещей из колоний: попугай, птицы всех окрасок в вольере, коллекции раковин и насекомых. В туалетном столике её матери я видел удивительные ожерелья из ароматических зёрен. На чердаке, куда мы иногда забирались, лежали звериные шкуры, странные мешки и ящики, где можно было ещё прочитать адреса городов на Антильских островах.
Постепенно продвигаясь по службе, дослужился в 1906 году до капитана; с января 1910 года — в списке резерва. Писательскую деятельность начал в 1876 году, когда после посещения Константинополя его сослуживцы убедили Лоти начать публикацию отрывков из дневника. В 1879 году вышел в свет его дебютный роман «Азиаде» — история любви флотского офицера-француза и турчанки (частично основанный на личных впечатлениях) — и сразу принёс автору популярность. В дальнейшем этот роман ценил Марсель Пруст.
Путешествия в экзотические страны подпитывали сюжеты и места действия романов Лоти. Двухмесячное пребывание в Папеэте в 1872 году привело к публикации в 1880 году «полинезийской идиллии» «Брак Лоти» (Le Mariage de Loti), по мотивам которой Лео Делиб создал оперу «Лакме» (1883). Именно эта книга пробудила интерес к Полинезии художника Поля Гогена.  Непосредственно за этим последовал «Роман одного спаги» (1881), действие которого разворачивалось в Сенегале. К 1883 году Лоти достиг большой известности как писатель, опубликовав роман о дружбе двух моряков «Мой брат Ив». В это время он находился в Тонкине и в сентябре — октябре 1883 года опубликовал в «Фигаро» три статьи о зверствах французских колониальных войск, из-за чего начальство чуть было не отправило его в отставку. Скандал способствовал популярности писателя.
В 1886 году вышел роман из жизни бретонцев — «Исландский рыбак». В «Британской энциклопедии» 1911 года он охарактеризован как вершина творчества писателя. Критики отмечали, что Лоти не без успеха пытался адаптировать импрессионистскую технику для литературного творчества. В 1887 году был опубликован роман «Мадам Хризантема», навеянный летним визитом 1885 года в Нагасаки, где Лоти взял себе временную жену-японку. В первые пять лет после выхода в свет роман выдержал 25 изданий и был переведён на ряд языков. Этот роман во многом определил образ Японии в массовом восприятии европейцев конца XIX века и стал основой для двух опер: «Мадам Хризантема» Андре Мессаже (1887) и «Мадам Баттерфляй» Джакомо Пуччини (1904).
В 1890 году Лоти выпустил описание путешествия в Марокко, в котором он участвовал с французским посольством и роман «История детства», основанный на его собственных воспоминаниях. Этот роман также оказал существенное влияние на Марселя Пруста. В 41 год Лоти был избран во Французскую академию, что вызвало протесты со стороны части литературного сообщества, считавшей его произведения легковесными; известие об этом он получил в Алжире, где находился на военном корабле. В 1892 году он опубликовал своеобразное продолжение «Азиаде» — «Призрак Востока». В 1895—1896 годах вышло трёхтомное описание путешествия в Святую Землю — «Пустыня», «Иерусалим» и «Галилея», а в следующем году «Рамунчо» — роман из жизни контрабандистов-басков. Он был навеян отношениями с басконкой Хуаной-Хосефой Крус Гаинса, с которой писатель прожил до самой смерти и которая родила ему четырёх детей.
В 1899—1900 годах Лоти побывал в Британской Индии, свои впечатления он опубликовал в книге 1903 года «Индия без англичан». Осенью 1900 года он был переброшен в Китай для участия в подавлении Боксёрского восстания. Воспоминания об увиденном были выпущены в 1902 году под названием «Последние дни Пекина». Далее Лоти публиковал романы, действие которых разворачивалось в Японии («Третья молодость госпожи Прюн», 1905) и Египте («Смерть в Филе», 1908). В 1904 году Лоти совместно с Эмилем Веделем перевёл на французский язык шекспировского «Короля Лира», который был поставлен на сцене театра Антуан. В 1912 году Лоти вместе с Жюдит Готье осуществил постановку пьесы «Дочь Небес» в Новом театре Нью-Йорка с Сарой Бернар в главной роли.
Писатель скончался в своём доме в Андае и был похоронен на острове Олерон. Его именем названа одна из аллей Марсова поля. На Таити в Фаутауа в честь Лоти назван небольшой водоём и установлен памятник. На холме в стамбульском районе Эюп, откуда Лоти часто любовался панорамой бухты Золотой Рог, открыто кафе «Пьер Лоти», также в стамбульском районе Султанахмет есть улица, названная в его честь. Вместе с тем на протяжении XX века востребованность книг Лоти — одного из самых популярных писателей Франции своего времени — неуклонно снижалась, а в англоязычном мире его имя оказалось прочно забытым.

## Стилистика

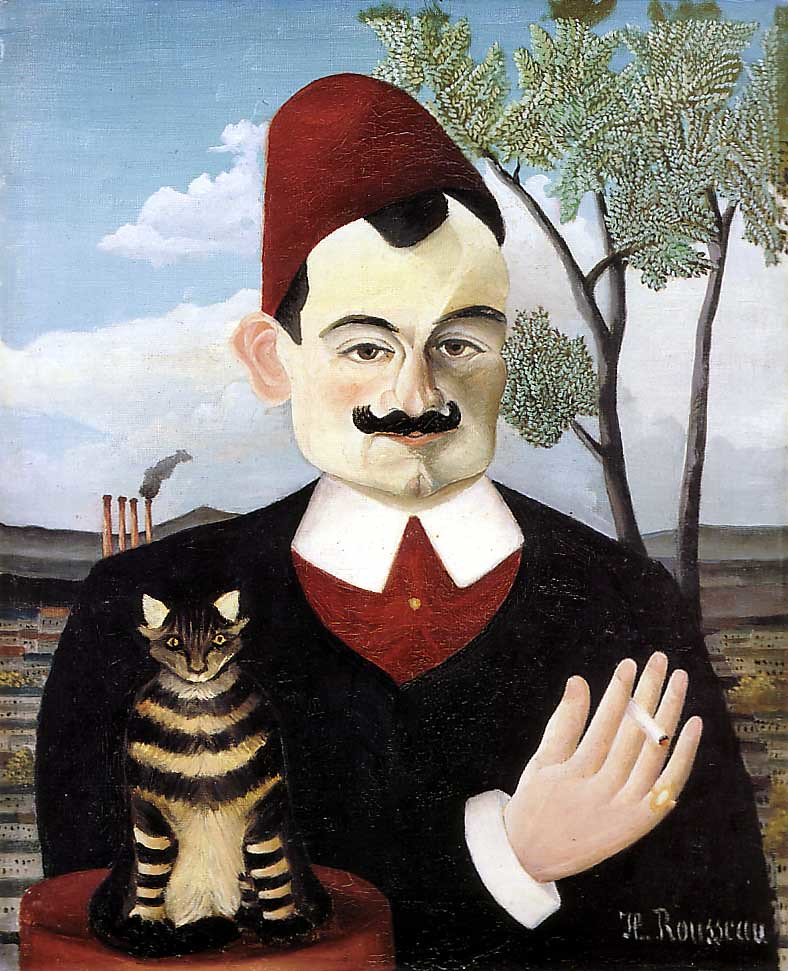
Анри Руссо изобразил Лоти в феске

Главное отличие Лоти от мастеров приключенческого романа, которыми зачитывались его современники, состояло в акценте на экзотической атмосфере стран, где происходит действие его книг, а не на сюжетных хитросплетениях. Его прозу отяжеляют пространные описательные отступления от линии повествования, как правило, направленные на ознакомление читателя с нравами и традициями описываемых стран. Пристрастие Лоти к напыщенным многосложным эпитетам с отрицательной приставкой («неизъяснимый», «непостижимый», «непроницаемый» и т. п.), вероятно, повлияло на стиль прозы Джозефа Конрада.
По наблюдению Зинаиды Венгеровой, все колониальные романы Лоти «крайне субъективны по настроению, проникнуты скептицизмом ренановского характера; автор искусно воссоздаёт чудный мир тропических стран со всей их особенной, опьяняющей атмосферой поэзии, красоты и спокойной, созерцательной жизни». Контрастом к ним выступали, в её понимании, романы, посвящённые простым людям Бретани и Страны Басков, в которой ярко проявилась главная тема Лоти — символизировать контрасты жизни и смерти, составляющие трагедию человеческого существования. Частым сюжетом эскапистских произведений Лоти являются «глубокие, но краткие драмы любви, начинающиеся с прибытием корабля и заканчивающиеся, когда срок стоянки его окончен… Чувство любви с первого момента оттенено мыслью о разлуке и проникнуто какой-то успокоенной, примиренной грустью».
Причинами, по которым от Лоти отвернулись читатели последующих поколений, считаются свойственный его произведениям налёт сентиментальности, упрощённая психология персонажей, упоение субъективными ощущениями рассказчика (le culte de moi), а также выход из моды как болезненных томлений декадентства, так и романтической ностальгии по былым эпохам и простым, неиспорченным людям из далёких от Европы стран.

## Эксцентричность

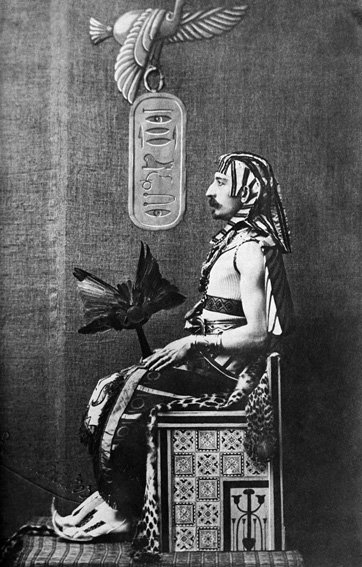
Лоти в образе фараона в 1893 году.

Подобно английскому писателю Бёртону, своим поведением Лоти бросал вызов условностям морали викторианской эпохи. При миниатюрном росте он уделял большое внимание своей физической форме. Чтобы не набрать вес, писатель оборудовал свой особняк залом для гимнастических упражнений. Он обожал позировать перед фотографами в самых экзотических нарядах, зачастую полуобнажённым (иногда в одной набедренной повязке), дабы развеять слухи, будто он носит корсет.
В квир-литературоведении «Мой брат Ив» рассматривается как один из первых в Европе романов об однополом вожделении и любви. Сестра Наполеона III утверждала, что на флоте Лоти «застигли за актом мужеложства», однако уголовное преследование было свёрнуто. Он окружал себя симпатичными моряками и в 1888 г. привёл на обед к Доде матроса с открытой грудью. Семь лет спустя Эдмон де Гонкур писал в дневнике: «Лоти делает всё что можно, дабы его считали педерастом».
Дом Пьера Лоти в Рошфоре, объявленный после его смерти музеем, — примечательный памятник архитектурной эклектики. Комнаты дома стилизованы под жилища гуманиста эпохи Возрождения, испанского идальго и турецкого паши. Лоти лично участвовал в отделке всех интерьеров, включая росписи стен. В слабоосвещённый готический зал хозяин допускал тех гостей, которые могли изъясняться с ним на старофранцузском наречии времён Людовика XI.
В так называемой мечети Лоти поместил предметы, привезённые из странствий по Востоку, включая пять саркофагов и кедровый потолок одной из мечетей Дамаска. Подобно герою декадентского романа «Наоборот», он собирал мумифицированных кошек из Египта, браслеты сенегальских танцовщиц, японскую храмовую скульптуру и многие другие безделушки, для хранения которых купил дом соседа. Некоторые из ящиков, доставленных на склад Лоти из далёких стран, до сих пор не распечатаны, и их содержимое неизвестно.